# Long Marston (Yorkshire du Nord)
Pour les articles homonymes, voir Long Marston.
Long Marston est un village et une paroisse civile du Yorkshire du Nord, en Angleterre.